# アミカレFC
アミカレFC（Amicale FC）はバヌアツの首都、ポートビラに本拠を置いていたサッカーのクラブチーム。OFCチャンピオンズリーグ2010-11シーズンでバヌアツ勢としては実に10年ぶりとして決勝進出を果たしたが、決勝でオークランド・シティFC（ニュージーランド）と対戦して2戦合計6対1で敗れて準優勝に終わった。2019年8月に解散した。

## タイトル

### 国内タイトル
- バヌアツ・フットボール・リーグ
  - 優勝: 2009-10, 2010-2011, 2011-2012, 2012-2013, 2013–14, 2014–15

### 国際タイトル
- OFCチャンピオンズリーグ
  - 準優勝: 2010-11

## 歴代監督
- リチャード・イワイ 2012-2013

## 歴代所属選手
- オセア・ヴァカタレサウ 2014-2015
- コリン・マーシャル 2014,2016-2017